# Pavel Kuka
Pavel Kuka (Prága, 1968. július 19.) cseh labdarúgó csatár, aki szerepelt a csehszlovák és a cseh válogatottban is.

## Élete
Hatéves korától kezdve játszott a Slavia Prahában. Tizennyolc évesen a tartalék csapatban játszott védőként. Ekkor ebben a csapatban készült a sérüléséből felépülő válogatott Luboš Kubík, a fiatal Kukának át kellett adnia helyét neki a védelemben. Ezután kezdett el csatárként játszani. Első mérkőzését az RH Cheb színeiben játszotta az élvonalban sorkatonaként az 1987-88-as szezonban. A Slaviába 1989-ben tért vissza. 1991-ben a Slavia megvette Boris Korbelt: a klubvezetés nem habozott pénzt költeni a minőségi játékosokért, így Kuka csapattársa lett többek között Jan Suchopárek, Dragiša Binić, Patrik Berger vagy Radim Nečas. Mellettük lett Kuka ténylegesen elismert játékos. Az 1992-93-as szezonban 23 gólt lőtt, de a gólkirály ekkor a Slovan Bratislava fiatal csatára, Peter Dubovský lett.
1993 telén Kuka az 1. FC Kaiserslauternbe távozott, ahol ekkoriban Miroslav Kadlec is játszott. Vele együtt lett beválogatva az Angliában rendezett 1996-os labdarúgó-Európa-bajnokságra, ahol végül a csehek a döntőben szenvedtek vereséget Németországtól. Az ezüstérmeket a döntő után a Wembleyben vehette át a válogatott II. Erzsébet angol királynőtől. Eme siker után érdeklődni kezdtek utána, főleg Angliából. Azonban maradt a Kaiserslauternnél, ahol a következő szezonban a másodosztályban játszott. Innen az 1. FC Nürnbergben és a VfB Stuttgartba vezetett az útja. 2000-ben segített a FIFA 2001 fejlesztésében, ősszel pedig már a Slavia Prahában játszott. Nem játszott az egész szezonban, de mégis ő lett a 2000-2001-es szezonban a második legjobb góllövő, Vitězslav Tuma mögött egy góllal lemaradva. Legjobb góllövőnek a cseh első osztályban egyszer sem bizonyult.
Az utolsó mérkőzését a ligában a Baník Ostrava ellen játszotta a 2004-2005-ös szezon 29. fordulójában, 2005. május 29-én. A második félidőben Pavel Fořt váltotta, a lecserélt Kukát az ostravai szurkolók megtapsolták. Utolsó mérkőzését hazai közönség előtt három nappal korábban játszotta az Evžen Rošicky Stadionban a Zlín ellen a 30. fordulóból előrehozott mérkőzésen. A második félidőben Lumír Sedláček megpattant lövése Kuka combjáról a jobb fölső sarokba pattant. Így nyert a Slavia 1:0-ra.
Visszavonulása utána az FK Marlia Přibram ügyvezető-igazgatója lett, azonban fél év után távozni kényszerült. Jelenleg a járási I.B. osztályban focizik a FC Jilové csapatában.
A cseh élvonalban összesen 104, a német Bundesligában 50, a német másodosztályban 10 gólt szerzett.

### A válogatottban
Kuka a csehszlovák majd a cseh válogatottban összesen 84 mérkőzésen játszott, amelyeken összesen 28 gólt rúgott. Legfontosabb tornája az 1996-os Európa-bajnokság volt, azonban játszott még a 2000-es Eb-n is, amelyet Hollandiaés Belgium rendezett. Itt a cseh válogatott nem jutott tovább a csoportjából. Az utolsó válogatottbeli gólját a 2002-es világbajnokság selejtezőjében rúgta Észak-Írország ellen, ahol a csehek 3:1-re nyertek. Kuka két gólt szerzett, a maradék egyet pedig Milan Baroš lőtte. A Belgium elleni pótselejtezőkön sérülés miatt nem tudott pályára lépni. Világbajnokságokon nem lépett pályára.

## Legfontosabb eredményei
- Német bajnok: 1998
- Német kupagyőztes: 1996
- Cseh kupagyőztes: 2002
- Eb második: 1996
- Klubu ligových kanonýrů - a cseh első ligában 100 gólnál többet szerző játékosok csoportjának a tagja